# 金点蓝子鱼
金点蓝子鱼（学名：Siganus chrysospilos）为蓝子鱼科蓝子鱼属的鱼类，俗名黄斑蓝子鱼。分布于印度洋北部沿海至太平洋中部斐济群岛、北至日本南部、台湾岛以及西沙群岛海域等，主要生活于热带沿岸岩礁或珊瑚丛中。该物种的模式产地在新加坡。

## 扩展阅读
維基物種上的相關：金点蓝子鱼